# Математичний інститут імені В. А. Стеклова РАН
Математичний інститут ім. В. А. Стеклова Російської академії наук — центральний російський науково-дослідний інститут в області математики, один зі світових наукових математичних центрів. Знаходиться в Москві.
Створений відповідно до Постанови Загальних зборів АН СРСР від 28 квітня 1934 про поділ Фізико-математичного інституту на дві установи: Інститут математики і Інститут фізики.
Названий на честь засновника та першого директора Фізико-математичного інституту російського математика Володимира Андрійовича Стєклова.
В 1940 Інститут математики переїхав в Москву, у зв'язку з чим було організовано Ленінградське відділення математичного інституту.
1. ↑  Єдиний державний реєстр юридичних осіб РФ